# Hana Věrná
Hana Věrná (* 10. května 1989, Uherské Hradiště) je česká produkční, příležitostná modelka, II. vicemiss České republiky 2009 a Miss Nej hlas 2009 a I. vicemiss z světové soutěže krásy Miss Supranational.

## Život
Hana Věrná pochází z Kudlovic, kde bydlela se svými rodiče a starším bratrem Tomášem v rodinném domě. Dnes žije se svým manželem, hokejistou Radkem Smoleňákem a vychovávají spolu dva syny, dvouletého Samuela a dvouměsíčního syna Dominika.[zdroj?]

### Vzdělání
Vystudovala sportovní školu se zaměřením na atletiku. V letech 2004–2008 studovala na Obchodní akademii v Uherském Hradišti. Poté studovala na Univerzitě Jana Amose Komenského v Praze obor Management cestovního ruchu, který absolvovala v roce 2011 a získala titul bakalář.[zdroj?]

### Soutěže Miss
Hana Věrná se účastnila několika soutěží krásy. Na většině z nich se umístila na předních pozicích, například na:
- Miss Reneta 2005 – vítězka [3]
- Dívka roku

V roce 2009 se přihlásila do Miss České republiky a stala se II. Vicemiss České republiky a ještě získala titul Miss Nej hlas. Hana Věrná získala titul Miss Wieliczka (nejlepší kroj) a umístila se na 2. místě na mezinárodní soutěži krásy Miss Supranational v polském Płocku dne 28. srpna 2010.[zdroj?]